# 오렘 아울스
오렘 아울스(Orem Owlz)는 미국 유타주 오렘을 연고지로 했던 마이너 리그 베이스볼 팀으로, 로스앤젤레스 에인절스 오브 애너하임의 루키 팜 팀이었다.

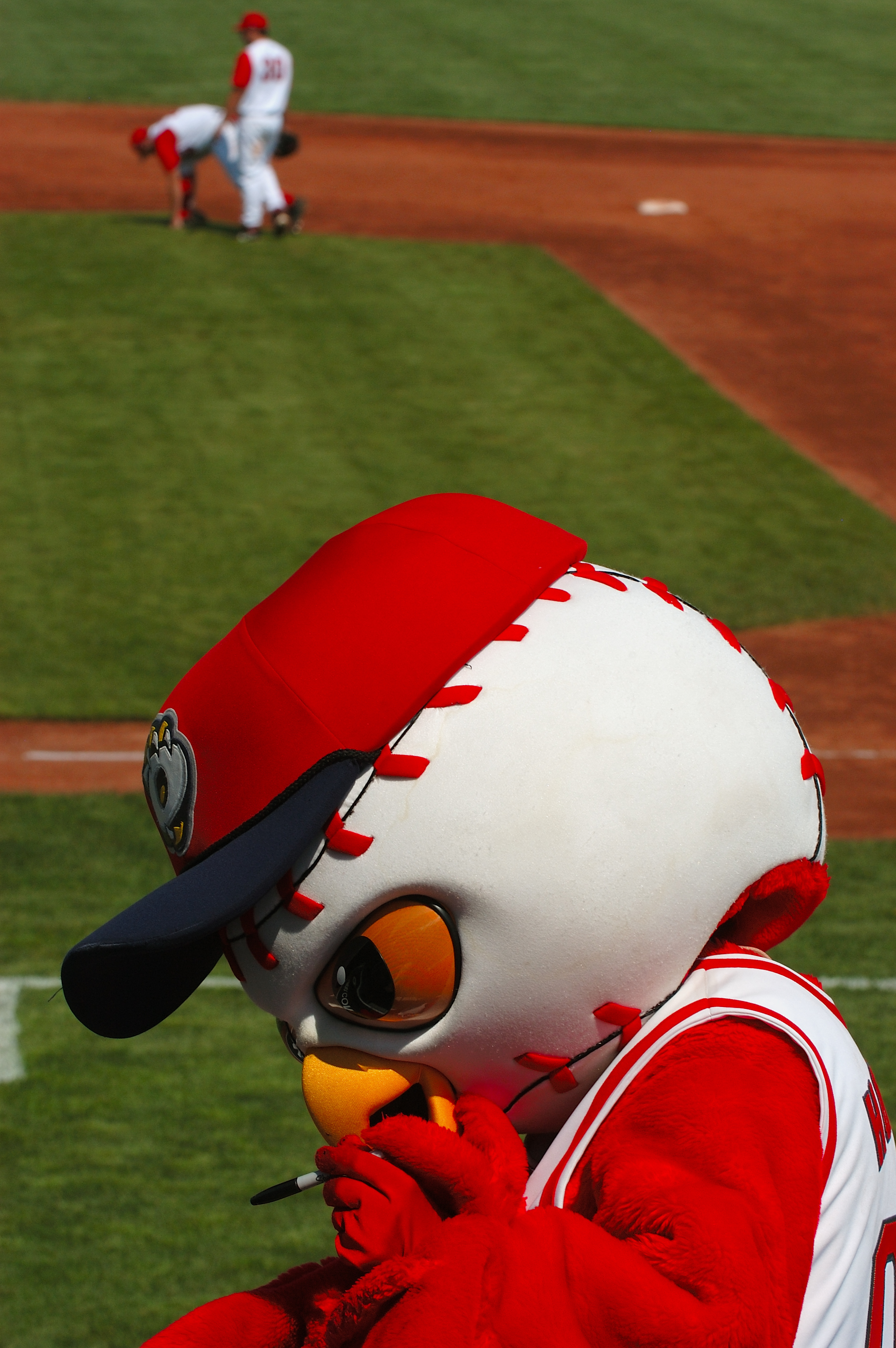
오렘 아울스의 마스코트.